# Prionotus evolans
Prionotus evolans és una espècie de peix pertanyent a la família dels tríglids.

## Descripció
- Fa 45 cm de llargària màxima (normalment, en fa 30) i 1.550 g de pes.[2][3][4][5]

## Alimentació
Menja sobretot crustacis i peixos.

## Hàbitat
És un peix marí, associat als esculls de corall i de clima temperat que viu fins als 180 m de fondària.

## Distribució geogràfica
Es troba a l'Atlàntic occidental: des de Nova Escòcia (el Canadà) fins al nord de Florida (els Estats Units).

## Observacions
És inofensiu per als humans i emprat per a elaborar farina de peix, fertilitzants, aliments per a animals (incloent-hi humans) i com a esquer.